# Isola di Ewe
L'isola di Ewe (in inglese: Isle of Ewe; in gaelico scozzese: Eilean Iùbh) è un'isola della Scozia nord-occidentale, facente parte dell'arcipelago delle Ebridi Interne e situata nel Loch Ewe, nell'area di Ross and Cromarty (Highland).

## Geografia
L'isola di Ewe si trova nel tratto settentrionale del Loch Ewe, tra il Loch Ewe e The Sound, al largo delle località di Aultbea e Drumchork.
La superficie dell'isola  è di 3,09 km².
L'isola raggiunge un'altitudine massima di 72 metri: il punto più alto è rappresentato dalle scogliere di Creag Streap.

## Storia
Durante la seconda guerra mondiale, l'isola di Ewe ospitava una base navale.

## Demografia
Nel 2011, l'isola era abitata da 7 persone.
Nei 50 anni precedenti, la popolazione dell'isola oscillava tra le 10 e le 12 unità. Il dato massimo di 12 unità si registrò nel 1991 e nel 2001.

## L'isola di Ewe nella cultura di massa
- All'isola di Ewe è dedicato il brano di Aidan Moffat A Scenic Route to the Isle of Ewe[5]
- L'isola di Ewe compare nel videogioco Tales of Monkey Island[6]